# Bittersweet World
Bittersweet World è il terzo album inciso da Ashlee Simpson, pubblicato nel 2008.

## Il disco
Ashlee ha dichiarato che il nuovo album inizialmente previsto per novembre 2007, e poi per dicembre, sarà pubblicato nel mese di aprile del 2008, affermando che ne varrà la pena aspettare un po' di più. La cantante ha dato un piccolo assaggio del nuovo album ad MTV l'8 settembre. L'album è scritto dalla Simpson, essendo basato di più da chitarre, diverso da suoi precedenti album, alcune delle canzoni appaiono con trame oscure, e cantate da Ashlee con un alter ego chiamato Vicky Valentine. Fra queste canzoni vi è Murder (Omicidio), un possibile secondo singolo dal nuovo album, che inoltre caratterizza rap da Travis McCoy della Gym Class Heroes. La Simpson ha accennato il suo lavoro a Chicago essendo come una delle sue ispirazioni per l'album, ed ha detto che "C'è una parte di ogni ragazza e ragazzo che desidera uscire ed ottenere una via con le cose". Altre canzoni accennate sono "Follow You Wherever You Go" (descritte come "jazzed-up"), "Rule Breaker", "Ay Ay Ay", e "Ragdoll". Secondo MTV, Ashlee Simpson ha registrato sei canzoni con Timbaland e sette con Chad Hugo e Kenna.
Il 6 novembre Ashlee dichiara ad MTV che il suo nuovo e primo singolo del nuovo album si chiamerà Outta My Head (Ay Ya Ya) che sarà pubblicato l'11 dicembre su iTunes, descritta da lei come un tipo di canzone divertente dance stile anni ottanta dicendo che era per le persone nella sua vita, "troppe voci, troppe persone hanno una loro opinione" prodotta da Timbaland.
MTV ha anche confermato che sarà girato un video nel mese di dicembre. Lei inoltre ha sottovalutato il suo aspetto del suo alter-ego Vicky Valentine, dicendo che è stato uno scherzo per noi che facevamo la registrazione, sono io alla fine della giornata. "Abbiamo tutti parti differenti di noi". In un'intervista con CosmoGIRL! per la copertina di dicembre 2007/gennaio 2008 (dove essa è la ragazza della copertina), la Simpson ha detto che non ha la sensazione che avesse bisogno di mettere a prova se stessa facendo questo album dicendo che aveva una "visione più forte" per questo. Lei ha anche detto che ha sfidato se stessa "lavorando con nuovi suoni e nuove persone". Secondo Ashlee, lei ha confidato nei suoi istinti facendo l'album "sentendosi di essere libera, divertente, pazza e sexy".
In un'intervista con Billboard.com ai primi di dicembre, la Simpson ha detto che l'album ha avuto alcune influenze con gli anni ottanta, ma non era del tutto in stile com un album degli anni '80, ha detto anche che ci sarebbe un aspetto pop/rock nell'album, menzionando le canzoni "Rule Breaker" e "Never Dream Alone" in questo senso. Il titolo dell'album è ancora indeciso ha detto nell'intervista e che intenderà decidere nelle feste natalizie. Ashlee ha detto inoltre che era in corso la pianificazione del tour per sostenere l'album intorno a febbraio e che preferirebbe iniziare la fase con un "piccolo tour". In un'intervista di MTV alla Simpson il 18 dicembre, lei ha detto che il titolo dell'album sarebbe Bittersweet World, che è anche il nome di una delle canzoni dell'album, ha detto inoltre, che ha anche considerato il titolo di Color Outside the Lines. Infine ha descritto Bittersweet World riflettendo su come si "sente per il mondo in questo momento".
Ashlee ha detto in una intervista nel gennaio 2008 che l'album celebrato per l'amore della sua vita, lavorando con Timbaland, Hugo e Kenna, come un cambiamento di ritmo. I testi su Bittersweet World sono "più astratti" rispetto agli album precedenti, ha detto: "ma stavo ancora cantando su cose che ho vissuto o sono passate attraverso amici" chiedendo oggetti "diversi e universali". Ashlee ha citato "Never Dream Alone" come la sua canzone preferita dell'album, descrivendola come "una canzone dolce emotiva che è stata suonata dal pianoforte, archi e voci". Ha detto inoltre che in "Rule Breaker" si ha come una "sensazione di colosso", "Murder" è "una metafora di una ragazza che può farla franca con l'omicidio perché è lei.
In un'intervista nel Johnjay and Rich radio show in Arizona il 30 gennaio la Simpson ha detto che l'album sarà pubblicato il 15 aprile 2008. Infatti la canzone Boys dell'album è stata anche suonata per la prima volta. In un'altra intervista radio con Kidd Kraddick in the Morning il 14 febbraio ha detto che "Boys" sarebbe il secondo singolo dell'album. Alla mostra KISS FM DreX Morning a Chicago il 21 febbraio, la Simpson ha debuttato un'altra nuova canzone, "Little Miss Obsessive", dove canta con Tom Higgenson dei Plain White T's. La canzone è detta di essere più rock-orientata di "Outta My Head". Il 25 febbraio 2008, il sito ufficiale di Ashlee ha annunciato che Little Miss Obsessive era il secondo singolo. Nell'intervista in radio Q102 Ashlee ha dichiarato che l'album uscirà il 22 aprile 2008.

## Tour e promozioni
La Simpson ha iniziato a promuovere l'album con delle performance nei club, accompagnata da un DJ e dal suo chitarrista. Nel fine di gennaio; successivamente ha piani di un club tour con la sua band. Il primo di questi spettacoli club è stato al Myst nightclub in Scottsdale, Arizona, nella notte del 30-31 gennaio, dove ha eseguito tre brani di Bittersweet World, oltre a "L.O.V.E.". Di seguito a questo, progetterà un tour House of Blues con la sua band iniziando da aprile 2008.
In aggiunta al suo club tour e molte radio interviste, la Simpson ha fatto apparenze in negozi Wal-Mart per un incontrare i suoi fan, ed ha programmato un certo numero di apparizioni televisive, previste per le settimane prima che circondano la pubblicazione dell'album il 22 aprile 2008: Su Nickelodeon's Kids' Choice Awards il 29 marzo, The Today Show giorno 18 aprile, The Tonight Show con Jay Leno, giorno 21 aprile, Dancing with the Stars il 22 aprile, The Ellen DeGeneres Show il 23 aprile, e Jimmy Kimmel Live giorno 24 aprile. Inoltre ha programmato di andare in Europa per maggiori promozioni.
In concomitanza con la pubblicazione dell'album, il dettagliante d'abbigliamento Wet Seal sta lanciando una collezione di magliette progettate dalla Simpson per il 22 aprile. Secondo la Simpson, la sua ispirazione per Bittersweet World si rifletterà nella linea di abbigliamento. Wet Seal venderà anche Bittersweet World nei suoi negozi e sul suo sito web, e sta tenendo un concorso per il quale il premio comprenderà un viaggio per incontrare Ashlee e partecipare a uno dei suoi concerti programmati per il suo tour.

## Recensioni album
La rivista statunitense Rolling Stone ha dato tre stelle su cinque nella sua recensione, dicendo che la Simpson ha avuto piene abilità, con un pop "guidato" dalla chitarra e un electro-rock stile anni'80, con l'aiuto di Timbaland e Chad Hugo dei Neptunes. People ha dato all'album una recensione molto positiva con tre stelle e mezzo su quattro; Bittersweet World è descritto come "incredibilmente buono" e come "dolce vendetta" su tutte le critiche sulla Simpson, e l'album è notato sulla direzione del dance-pop. Entertainment Weekly ha paragonato la Simpson all'"ultima incarnazione" di Gwen Stefani, ma ha dato all'album una recensione positiva e una "B" come punteggio, dicendo che l'album è stato eseguito con "ganci lucidi e graziose melodie". Billboard ha detto che sull'album della Simpson "vuole solo divertirsi", e in una valutazione ambivalente, ha detto che l'album è come una "festa a cui vale la pena partecipare, ma di cui non vi dispiacerete se il vostro invito è andato perso nella posta". Secondo il New York Times, le caratteristiche dell'album sono "canzoni con battiti freschi, cercando cori e testi allegramente ovvi", e sono sia "calcolati" e "accattivanti".. Secondo Newsday, che ha dato all'album il voto C-, "Ashlee Simpson prende strano, parti anacronistiche musicali e fa un grande pasticcio." Rashod Ollison di The Baltimore Sun ha scritto, "La voce della Simpson è incolore e non aggiunge assolutamente nulla alle tracce certamente accattivanti, che riciclano quasi tutte le tendenze già sentite del mainstream pop radio.  Evan Davies di NOW Magazine ha scritto, "Bittersweet è un'altra testimonianza del fatto che la Simpson ha poco da offrire, questa volta sotto forma senza bordi, dimenticato il pop rock ora disperatamente cerca di colpire ma il risultato è sempre inferiore". Gardner Elysa degli USA Todaydà all'album due su quattro stelle, e l'ha chiamata" una raccolta di banali omaggi degli anni'80" e ha scritto che la Simpson," aiutata da Timbaland, The Neptunes, Chad Hugo e altri produttori di Debbie Harry, Madonna e Toni Basil circa così come qualsiasi ragazza che poteva permettersi l'aiuto". The Houston Chronicle ha dato all'album una recensione positiva con tre stelle su quattro, sottolineando la sua influenza anni'80 e dicendo che, "al meglio, Bittersweet World svolge il record come solista di Gwen Stefani che sta cercando di fare per anni". The Dallas Morning News ha dato all'album un voto B, descrivendola come "seduttivamente inautentica", ma anche dicendo che è "più che mai ascoltabile".

## Vendite e classifica performance
Bittersweet World ha debuttato alla numero quattro negli U.S. Billboard 200, vendendo circa 47 000 copie nella prima settimana. Questo è stato più debole come debutto rispetto ai suoi 2 album precedenti, con Autobiography (398 000 copie) e I Am Me (220 000 copie), entrambi dei quali hanno debuttato alla posizione numero 1.
Bittersweet World ha venduto 120 000+ copie negli Stati Uniti, e oltre 194 000+ copie mondiali fino ad agosto 2008
| Classifica (2008)        | Posizione Top | Vendite  | Note |
| ------------------------ | ------------- | -------- | ---- |
| U.S. Billboard 200       | 4             | 120 000+ | TBA  |
| Mondo Albums Chart       | 13            | 200 000  | TBA  |
| Canada Albums Chart      | 8             | 10 000+  | TBA  |
| Irlanda Albums Chart     | 16            | 2 000+   | TBA  |
| Regno Unito Albums Chart | 57            | 5 000+   | TBA  |
| Giappone Albums Chart    | 41            | 5 000+   | TBA  |
| Australia Albums Chart   | 41            | 6 000+   | TBA  |
| Austria Albums Chart     | 55            | 5 000+   | TBA  |

## Lista tracce
| #   | Titolo                                        | Autori                                                                  | Produttori                           | Durata |
| --- | --------------------------------------------- | ----------------------------------------------------------------------- | ------------------------------------ | ------ |
| 01. | "Outta My Head (Ay Ya Ya)"                    | Ashlee Simpson, King Logan, Jerome Harmon, Tim Mosley, Jim Beanz, Kenna | King Logan, Jerome Harmon, Timbaland | 3:37   |
| 02. | "Boys"                                        | Ashlee Simpson, Kenna, Jim Beanz, Chad Hugo                             | The Neptunes                         | 3:32   |
| 03. | "Rule Breaker"                                | Ashlee Simpson, King Logan, Jerome Harmon, Jim Beanz                    | Timbaland, King Logan, Jerome Harmon | 3:20   |
| 04. | "No Time for Tears"                           | Ashlee Simpson, Chad Hugo, Kenna                                        | Chad Hugo, Kenna                     | 3:37   |
| 05. | "Little Miss Obsessive" (feat. Tom Higgenson) | Ashlee Simpson, Jim Beanz, Victor Valentine, Karl Berringer             | Jack Joseph Puig, Karl Berringer     | 3:42   |
| 06. | "Ragdoll"                                     | Ashlee Simpson, King Logan, Jerome Harmon, Santi White, Jim Beanz       | Timbaland, King Logan, Jerome Harmon | 3:33   |
| 07. | "Bittersweet World"                           | Ashlee Simpson, King Logan, Jerome Harmon, Kenna                        | Timbaland, King Logan, Jerome Harmon | 4:09   |
| 08. | "What I've Become"                            | Ashlee Simpson, Kenna, King Logan, Jerome Harmon, Jim Beanz             | Timbaland, King Logan, Jerome Harmon | 3:50   |
| 09. | "Hot Stuff"                                   | Ashlee Simpson, Kenna, Chad Hugo                                        | Chad Hugo, Kenna                     | 3:14   |
| 10. | "Murder" (feat. Izza Kizza)                   | Ashlee Simpson, King Logan, Jerome Harmon, Jim Beanz                    | Timbaland, King Logan, Jerome Harmon | 4:02   |
| 11. | "Never Dream Alone"                           | Ashlee Simpson, Kenna                                                   | Ashlee Simpson, Kenna                | 3:19   |

### Tracce bonus
- Invisible (Traccia bonus Australia/Brasile/Regno Unito/Giappone)  - 3:45
- I'm Out (Traccia bonus Wal-Mart)  - 3:47
- Can't Have It All (Traccia bonus FYE)  - 3:53
- Follow You Wherever You Go (Traccia bonus iTunes australiana)  - 3:34
- Boyfriend (Traccia bonus UK)  - 3:39
- Pieces Of Me (Traccia bonus UK)  - 2:59

### Bonus DVD
- Esclusivo making of del videoclip di "Outta My Head (Ay Ya Ya)".(Solo sui negozi Target Corporation).

## Singoli
| #   | Titolo                     | Artista                          | Data           | Durata |
| --- | -------------------------- | -------------------------------- | -------------- | ------ |
| 01. | "Outta My Head (Ay Ya Ya)" | Ashlee Simpson                   | dicembre, 2007 | 3:37   |
| 02. | "Little Miss Obsessive"    | Ashlee Simpson Ft. Tom Higgenson | marzo, 2008    | 3:41   |

## Classifiche
| Classifica (2008)             | Posizione Top |
| ----------------------------- | ------------- |
| Messico Albums Chart          | 2             |
| Stati Uniti Billboard 200     | 4             |
| Stati Uniti Hot Digital Album | 5             |
| Canada Albums Chart           | 8             |
| Irlanda Albums Chart          | 16            |
| Australia Albums Chart        | 41            |
| Giappone Albums Chart         | 41            |
| Regno Unito Albums Chart      | 57            |

## Pubblicazione
| Regione       | Data           |
| ------------- | -------------- |
| Australia     | 19 aprile 2008 |
| Canada        | 22 aprile 2008 |
| Nuova Zelanda | 22 aprile 2008 |
| Singapore     | 22 aprile 2008 |
| Stati Uniti   | 22 aprile 2008 |
| Giappone      | 23 aprile 2008 |
| Danimarca     | 12 maggio 2008 |
| Russia        | 12 maggio 2008 |
| Brasile       | 14 maggio 2008 |
| Messico       | 20 maggio 2008 |
| Norvegia      | 20 maggio 2008 |
| Germania      | 23 maggio 2008 |
| Regno Unito   | 26 maggio 2008 |

### Versione giapponese
1. Outta My Head (Ay Ya Ya)
2. Boys
3. Rule Breaker
4. No Time for Tears
5. Little Miss Obsessive
6. Ragdoll
7. Bittersweet World
8. What I've Become
9. Hot Stuff
10. Murder
11. Never Dream Alone
12. Invisible
13. I'm Out
14. Can't Have It All
15. Follow You Wherever You Go
16. L.O.V.E. (Missy Underground Mix) feat. Missy Elliott